# Константин Побједоносцев
Константин Петрович Побједоносцев (рус. Константин Петрович Победоносцев; Москва, 2. јун 1827 — Санкт Петербург, 23. март 1907) био је правник и политичар, професор универзитета, сенатор и обер-прокурор Светог правитељствујушчег синода Руске православне цркве у Петрограду.

## Биографија
Био је син професора московског универзитета. Права је завршио 1846, а затим је био чиновник у сенату. У периоду 1860—1865. био је професор грађанског права на московском универзитету. Године 1863. пратио је царевића Николаја Александровича у његовим путовањима по Русији, која је описао у свом делу „Письма о путешествии наследника-цесаревича по России от Петербурга до Крыма“ (1864).
Од 1868. био је сенатор, од 1872. члан Државног савета, а 1880—1895. обер-прокурор Синода РПЦ. Предавао је и право и будућим царевима Александру III и Николају II и имао је велики утицај на њих.
По каснијим совјетским изворима сматрао се за “представника крајње реакције”. Био је противник западноевропске културе и буржоаског начина живота. Своје погледе изложио је у делу „Московский сборник“ (1896). Главни пороци су, по његовом мишљењу, рационализам и вера у добру природу човека.
На месту обер-прокурора је вршио прогоне расколника и секти. Радио је на ширењу црквеног образовања насупрот грађанског. Године 1905. дао је оставку.
Почасни је члан Српског ученог друштва од 1881. Почасни је члан Српске краљевске академије од новембра 1892. Био је члан и Француске академије.